# Archäologische Stätte Valongo-Kai
Koordinaten: 22° 53′ 49,6″ S, 43° 11′ 14,62″ W
Die archäologische Stätte Valongo-Kai (Cais do Valongo) im Hafengebiet von Rio de Janeiro wurde 2017 als UNESCO-Welterbe anerkannt. Nach dem heutigen Sprachgebrauch handelt es sich um den erweiterten Bereich der Praça Jornal do Comércio, umschrieben von den Straßen Avenida Barão de Tefé, Rua Sacadura Cabral und einer Straßenfront des Hospital dos Servidores do Estado.

## Bedeutung als Welterbe
Der Kai ist das wichtigste Bodendenkmal der Ankunft afrikanischer Sklaven auf dem amerikanischen Kontinent; trotz seines Umfangs hat der Sklavenhandel nämlich nur wenige archäologische Spuren hinterlassen. Der Valongo-Kai steht damit für eines der großen Verbrechen der Menschheit und die größte erzwungene Migrationsbewegung der Geschichte (Kriterium iv). Für die brasilianische Bevölkerung, die mehrheitlich afrikanische Vorfahren hat, hat dieser Ort symbolische Bedeutung. Seit der Freilegung der Anlage finden hier Veranstaltungen statt, welche die afroamerikanische Tradition sichtbar machen.

## Geschichte
Direkt an der Küstenlinie, auf dem Sandstrand, wurde zwischen 1811 und 1817 ein Anlegeplatz eingerichtet, von dem noch Teile der Steinpflasterung, Reste von Holzpfosten und zwei Stufen erhalten sind. Die Anlage diente dazu, das Verlassen der Sklavenschiffe zu vereinfachen. Kleine Boote verschiedenen Typs (sumacas, patachos und bergantins) brachten die Menschen von den Sklavenschiffen gruppenweise zu diesem Kai, wo sie das Festland betraten. Dass man sich die Mühe machte, den Kai zu pflastern, zeigt den Umfang des über Rio de Janeiro abgewickelten Sklavenhandels: zwischen 1811 und dem Verbot des transatlantischen Sklavenhandels 1831 gingen Schätzungen zufolge zwischen 500.000 und 1.000.000 Menschen an dieser Stelle an Land. (Schon seit 1774 wurde der noch unbefestigte Strandabschnitt entsprechend genutzt.)
Die Strukturen des Kais blieben als Bodendenkmal erhalten, weil sie ab 1842 durch eine große, repräsentative Kaianlage (Cais da Imperatriz) überbaut wurden. Dieser Kai wurde für die Ankunft von Tereza Cristina de Bourbon, der Gattin von Kaiser Pedro II., neu gebaut. Zwischen 1904 und 1910 wurde durch eine Landaufschüttung die Küstenlinie um 344 Meter verschoben, so dass sich die archäologische Stätte heute in der Altstadt und nicht mehr am Strand befindet.

## Beschreibung
Zwar gibt es vom historischen Valongo-Kai keine Sichtachse zum Meer, doch was der Betrachter sieht, sind keine Rekonstruktionen, sondern die originale Bausubstanz, die unter dem Cais da Imperatriz vor Veränderungen geschützt blieb. Die Reste der Cais da Imperatriz (sorgfältige Pflasterung, getreppte Straßenführung, Gedenksäule) dominieren den Gesamteindruck des freigelegten Bodendenkmals. Von den drei Komponenten des Valongo-Kais: gepflastertes Areal des Sandstrands, Rampe und Treppenstufen, ist nur die erste nach Abschluss der Ausgrabung sichtbar, die beiden anderen sind wieder abgedeckt worden.
Zum Kai gehörten Handelshäuser, in denen die Sklaven zum Verkauf angeboten wurden, ein Friedhof und ein Lazarett. Die eventuell als Bodendenkmal noch vorhandenen Reste der Gebäude befinden sich in der Pufferzone (41.698 ha) und sind geschützt, aber nicht freigelegt. Die meisten Häuser in der Pufferzone, Teil der historischen Altstadt von Rio de Janeiro, wurden im frühen 20. Jahrhundert stark umgestaltet. Es gibt jedoch auch Häuser, die mit dem Sklavenmarkt zeitgenössisch sind und einen Eindruck von der damaligen Architektur vermitteln, zum Beispiel Rua Sacadura Cabral 173–175.

## Entdeckung und Erforschung
1996 zeigten Funde in der Rua Pedro Ernesto 36 die Lage des Sklavenfriedhofs (Cemitério dos Pretos Novos, ein Euphemismus, da eine Beerdigung im eigentlichen Sinn nicht stattfand); hier wurden die meist sehr jungen Afrikaner begraben, die auf der Überfahrt oder kurz nach der Ankunft im Hafen gestorben waren. Es ist mit 20.000 bis 30.000 Bestattungen der größte amerikanische Sklavenfriedhof.
Im Jahr 2010 veranlasste die Stadtverwaltung von Rio de Janeiro archäologische Voruntersuchungen für das Porto Maravilha Project auf der  Praça Jornal de Comércio. Das Areal war in der lokalen Tradition noch als Ort bekannt, an dem die Sklavenschiffe entladen wurden. Dabei wurde die Kaianlage 2011 freigelegt.
Diese archäologische Stätte besteht aus mehreren Schichten mit Bodenpflasterungen, deren älteste im pé de moleque-Stil als Kai für die Sklavenschiffe identifiziert wird. Zu dieser Anlage, die ab 1811 gebaut wurde, gehören Reste eines Entwässerungsgrabens, die zum Kai führende Straße sowie zwei Stufen aus Kopfsteinpflaster. Diese waren Teil einer Treppe, auf der die Sklaven an Land gingen.
Die zeittypische pé de moleque-Pflasterung erfüllte ihren Zweck: ohne irgendeinen Mörtel verlegten die Arbeiter Hausteine verschiedener Art und Größe direkt in den Sand und behielten dabei das natürliche Geländeprofil bei, so dass eine gute Ableitung des Regenwassers stattfand. Von der ursprünglichen Bebauung der angrenzenden Straße konnten nur eine Verdichtung des Bodens und eine Reihe von vier Holzpfählen festgestellt werden – zu wenig, um den Befund (vielleicht primitive Schutzhütten) deuten zu können.
Bei der Ausgrabung des Valongo-Kais wurden über 400.000 Artefakte aufgefunden. Die hier ankommenden afrikanischen Sklaven hatten praktisch keinen materiellen Besitz, der einen Wert dargestellt hätte, aber sie trugen Perlen- und anderen Schmuck aus Samenkapseln, Kaurimuscheln, Korallen und anderen Materialien. Das Interesse von afrikanischen Sklaven an Schmuck ist auch durch zeitgenössische Quellen belegt und war für sie eine Möglichkeit, sich selbst in dieser elenden Situation als Person wahrnehmen zu können. Diese Kleinfunde werden sorgfältig ausgewertet. Sie ermöglichen Rückschlüsse auf die Herkunftsregionen der Afrikaner. Manche Artefakte hatten magische bzw. apotropäische Bedeutung. Glasperlen und Ähnliches wurden wahrscheinlich auch von Sklavenbesitzern verschenkt, von den Sklaven aber neu interpretiert.

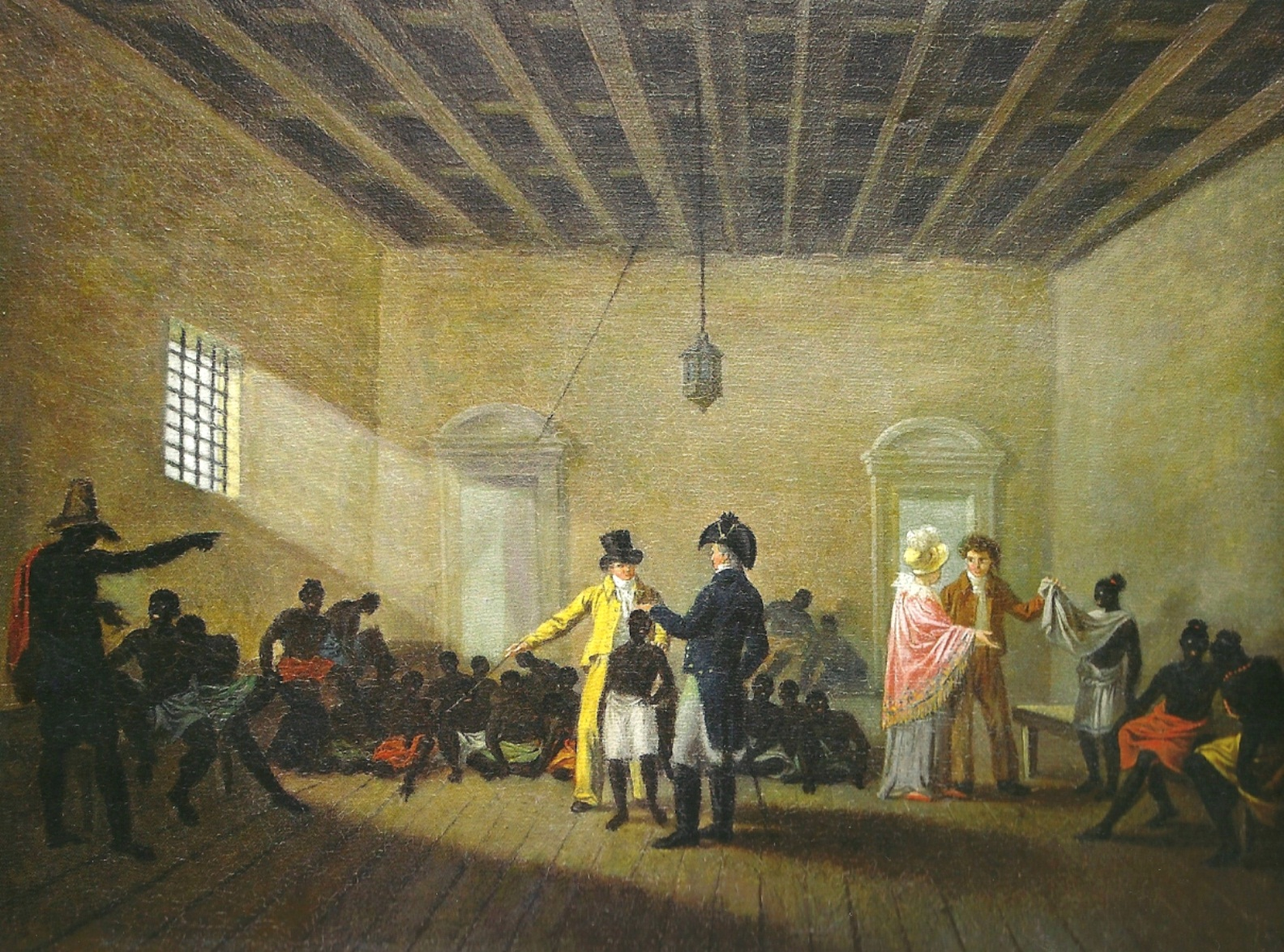
Sklavenmarkt-Szene, Rua do Valongo (Jean-Baptiste Debret)
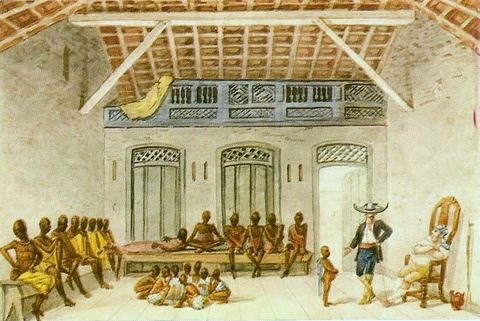
Sklavenmarkt-Szene, Rua do Valongo (Jean-Baptiste Debret)
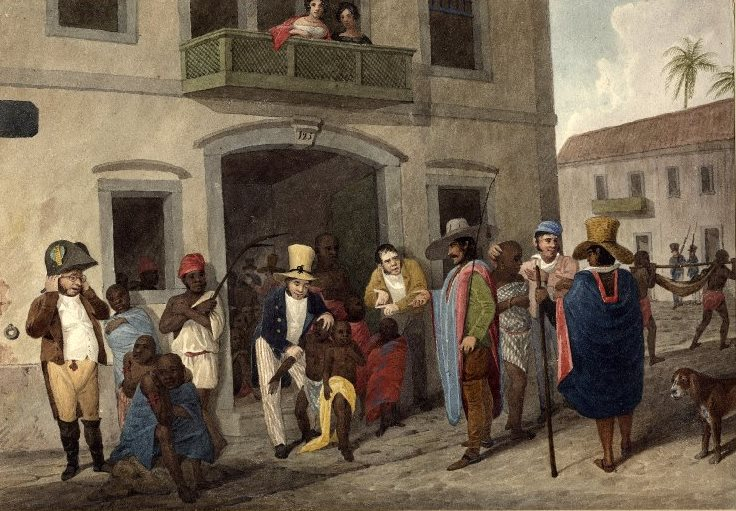
Sklavenmarkt-Szene, Rua do Valongo (Augustus Earle)

## Rezeption
Im Juli 2012 wurde der Valongo-Kai rituell gewaschen, eine Candomblé-Zeremonie, an der Archäologen und Vertreter der Stadtverwaltung teilnahmen und die von vielen Einwohnern Rio de Janeiros als bedeutsam angesehen wurde. Das Ritual (Lavagem) findet seitdem immer am zweiten Samstag im Juli statt. Es soll die Last von Schmerz und Furcht, die von den traumatischen Erfahrungen an diesem Ort herrührt, erleichtern.